# Двадцяте століття (фільм, 1934)
«Двадцяте століття» (англ. Twentieth Century) — романтична комедія режисера Говарда Гоукса, яка вийшла у 1934 році.

## Сюжет
Імпресаріо Оскар Джафф бере невідому модель спідньої білизни, на ім'я Мілдред Плотка і робить її зіркою своєї останньої п’єси, попри серйозні побоювання всіх інших, у тому числі двох його багатостраждальних помічників, бухгалтера Олівера Веба та помічника Овена О'Маллі.

## У ролях
- Джон Беррімор — Оскар "О.Дж." Джеф
- Керол Ломбард — Лілі Гарленд/Мілдред Плотка
- Волтер Коноллі — Олівер Веб
- Роско Карнс — Овен О'Маллі
- Ральф Форбз — Джордж Сміт